# North American Sabreliner
El North American Sabreliner (vendido después como Rockwell Sabreliner) es un reactor ejecutivo mediano desarrollado por North American Aviation. Fue ofrecido a la Fuerza Aérea de los Estados Unidos para su uso en su programa Entrenador Utilitario Experimental (Utility Trainer Experimental, UTX). Debido a la similitud de las alas y la cola con el avión F-86 Sabre de North American, fue llamado "Sabreliner" . Variantes militares designadas como T-39 Sabreliner fueron usadas por la Fuerza Aérea y la Armada de los Estados Unidos. Después que dicha Fuerza Aérea realizara el pedido inicial en 1959, el modelo Sabreliner fue desarrollado en variantes comerciales de uso civil.

## Diseño y desarrollo

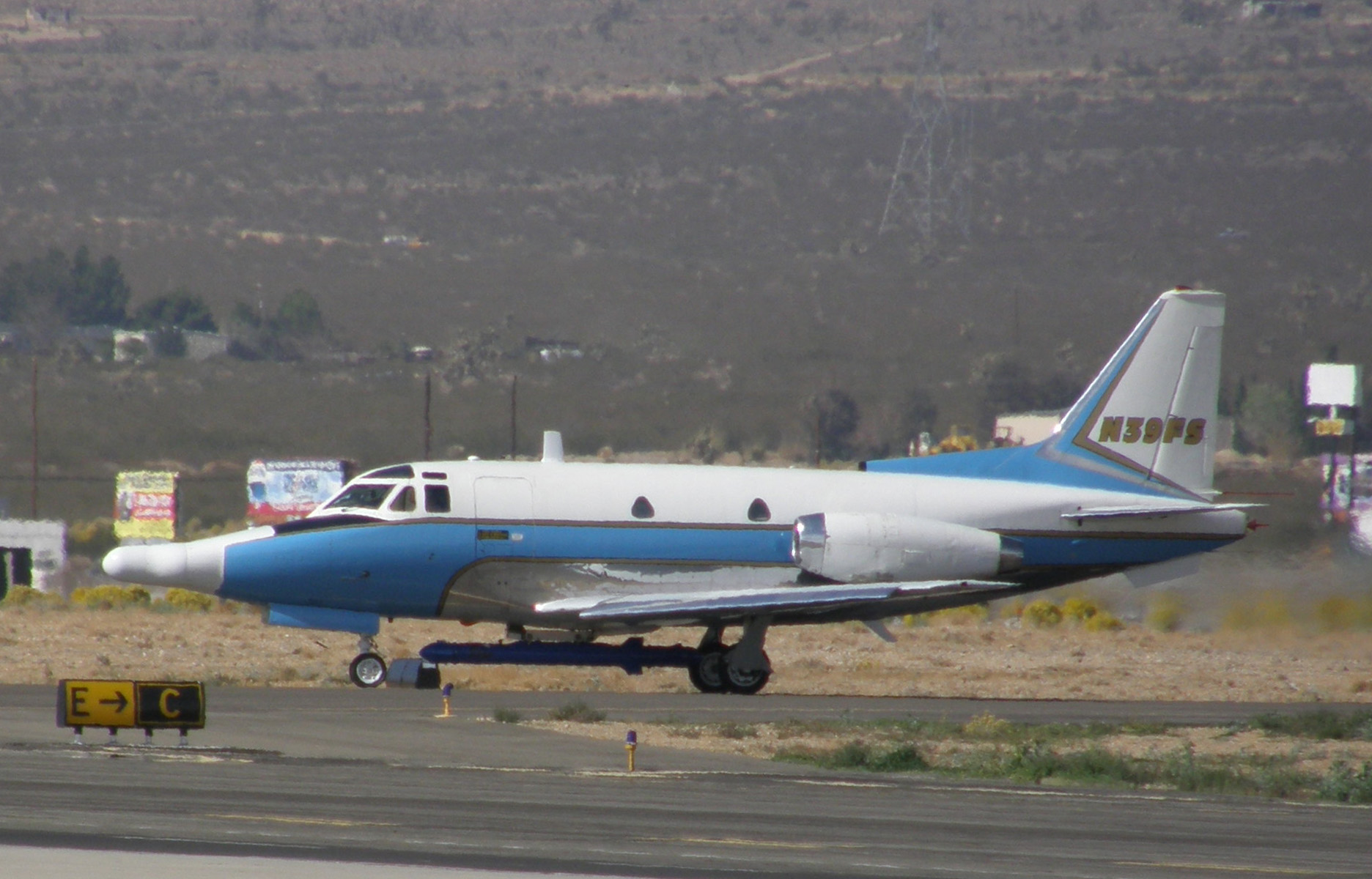
Avión de pruebas de vuelo T-39A de BAE Systems Flight Systems en el Puerto Aéreo y Espacial de Mojave.

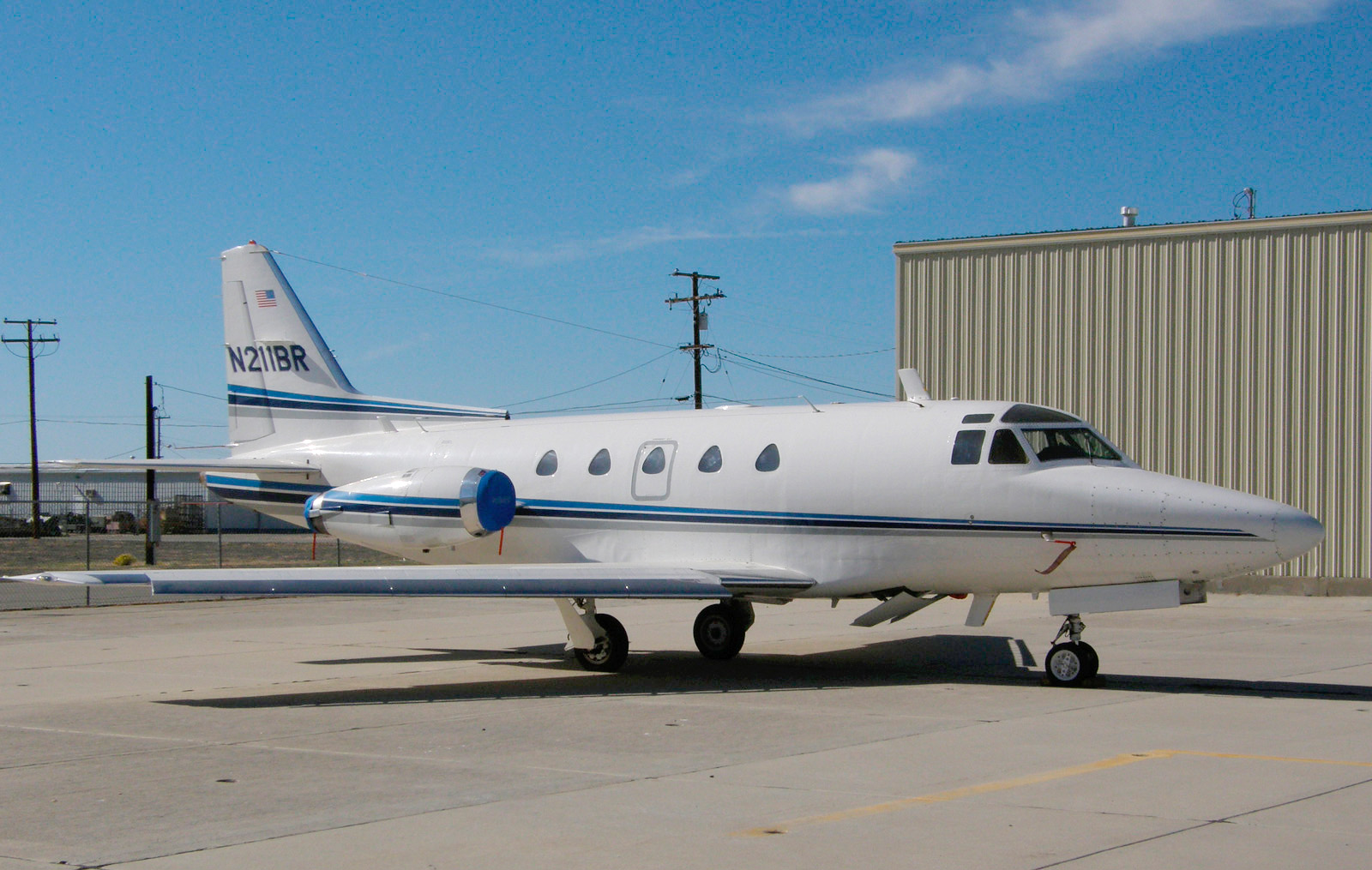
NA-265-60 Sabreliner Series 60 en el NTPS, Mojave.

North American inició el desarrollo del Sabreliner como un proyecto interno, y en respuesta a la solicitud de propuestas para satisfacer los requerimientos del programa UTX de la USAF, presentó una versión militarizada. El programa UTX combinaba dos roles diferentes: transporte de personal y entrenamiento para el combate en la misma aeronave.
El prototipo de la versión civil, que llevaba el número de modelo NA-265, voló por primera vez el 16 de septiembre de 1958. El avión usaba dos motores General Electric YJ85. Esta versión recibió su certificación de la FAA en abril de 1963. El avión T-39A, que fue el que se usó para el proyecto UTX, tenía la misma configuración propulsora que el NA-265, pero tras la firma del contrato de producción, fue equipado con motores Pratt & Whitney JT12A-8.
La versión de producción civil, conocida como Series 40, introdujo ligeros cambios respecto al prototipo inicial, con mayor velocidad y una cabina más amplia. Posteriormente, el diseño fue alargado 91,5 cm, dando mayor espacio de cabina y siendo comercializado como Series 60, que obtuvo la certificación de la FAA en abril de 1967. La cabina se hizo más alta para la Series 70 y se instalaron motores turbofán General Electric CF700 para la Series 75A (también comercializada como Series 80).
En 1973, North American se había fusionado con Rockwell Standard bajo el nombre Rockwell International. En 1976, Rockwell contrató a Raisbeck Engineering para rediseñar el ala de la serie Sabreliner. El resultante ala Raisbeck Mark V fue la primera ala supercrítica en servicio en los Estados Unidos. El ala Mark V fue combinada con motores turbofán Garrett TFE731, para crear la Series 65. Los modelos 60 y 80 del Sabreliner fueron reequipados con el ala Mark V como Series 60A (STC SA687NW) y Series 80A (STC SA847NW).
Estas serían las dos últimas versiones de Sabreliner, pues la producción se cerró en 1981. En 1982, la división Sabreliner fue vendida a una firma privada, que creó la compañía Sabreliner Corporation, para dar apoyo a los operadores mundiales del avión Sabreliner. También se produjeron 9 Sabreliner modelo 80SC, que llevaban más combustible y tenían una aerodinámica modificada.

## Historia operacional

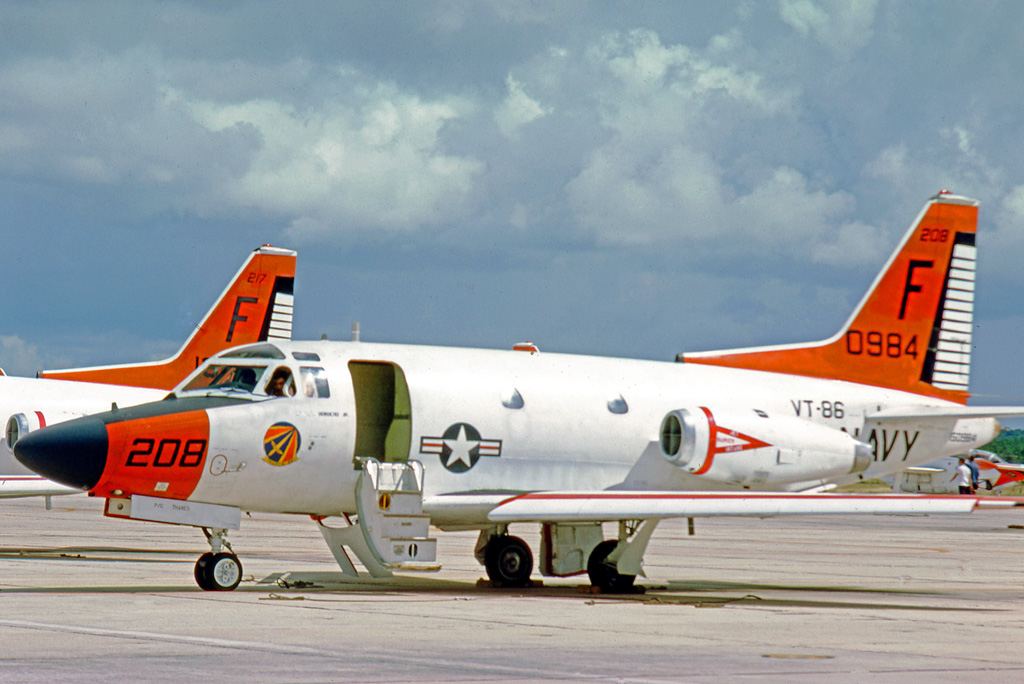
Entrenador T-39D del VT-86 Squadron de la Armada estadounidense en NAS Pensacola en 1975.

Se produjeron alrededor de 800 Sabreliner, de los que 200 fueron T-39 en varias versiones adaptadas a las necesidades operativas militares. Un cierto número de estas aeronaves, después de ser retiradas de su aplicación militar, se incorporaron a la operación civil, ya que esta versión contaba con certificación de la FAA. En mayo de 2007, se habían perdido 56 ejemplares en accidentes. La Series 65 fue la última que se produjo, con 76 unidades, la mayoría para operadores privados. Monsanto tiene la división de reactores corporativos más antigua en operación continuada, que comenzó con la compra de un Sabreliner 40.
Se usaron T-39 en apoyo a operaciones de combate en el Sudeste de Asia durante la guerra de Vietnam. A finales de 1965, los T-39 reemplazaron al Martin B-57 Canberra en los vuelos de transporte de carga de alta prioridad, como cintas de película de misiones de fotorreconocimiento, desde bases periféricas de Saigón.
La versión original de la Armada, el T3J-1, redesignada T-39D tras la unificación de designaciones de los aviones de los servicios estadounidense en 1962, fue equipada inicialmente con el sistema de radar del caza todotiempo McDonnell F3H-1 Demon y usada como entrenador de radar para pilotos de aquel avión. Los aviones T-39D fueron introducidos posteriormente en el programa de Observador de Aviación Naval Básico (NAO), más tarde Oficial de Vuelo Naval (SNFO). Se usaron tres versiones del T-39D en los años 60, 70 y 80: una sin radar para entrenamiento de navegación instrumental a gran altitud y entrenamiento de navegación visual a baja altitud en el plan de estudios Intermedio del SNFO; una segunda variante equipada con el radar APQ-126 del LTV A-7 Corsair II para entrenar principalmente a bombarderos/navegantes, navegantes de reconocimiento y ataque, y oficiales de contramedidas en aviones de ataque; y una tercera variante con el radar APQ-94 para el entrenamiento de pilotos del Vought F-8 Crusader.
Los T-39N y T-39G son usados actualmente en el plan de estudios de Ataque y Caza de Ataque de NFO del entrenamiento de los NFO estudiantes de la Armada y Cuerpo de Marines estadounidenses, así como de navegantes estudiantes de OTAN/aliados/coalición. Los estudiantes extranjeros también entrenan en el T-39 en lugar del Raytheon T-1 Jayhawk durante el plan de estudios de Reactor Intermedio.
El Sabreliner es operado por un mínimo de dos tripulantes y, dependiendo de la configuración de la cabina, puede llevar hasta 7 pasajeros en los modelos NA-265 a NA-265-40 y hasta 10 en los modelos NA-265-60 y posteriores. Como aeronave de entrenamiento de vuelo de la Armada, volará típicamente con un piloto, uno o dos instructores de NFO, y dos o tres NFO estudiantes o navegantes/CSO estudiantes.
Estando derivado del F-86, el Sabreliner es el único reactor de negocios autorizado a realizar acrobacias y es usado por dos compañías de California: Flight Research Inc. y Patriots Jet Team, en el entrenamiento de recuperación de situaciones anómalas en vuelo para reducir las pérdidas de control, incluyendo entradas en pérdida completas, vuelo totalmente invertido, descensos de 20-40º en una envolvente de 2,8 g, dentro de su índice de 3 g.

## Variantes

### Civiles
Sabreliner (NA-265 o NA-246)
Prototipo propulsado por dos motores turborreactores General Electric J85-GE-X, llamado extraoficialmente como XT-39.
Sabreliner 40 (NA-265-40 o NA-282)
Variante civil para 11 pasajeros, propulsada por dos Pratt and Whitney JT12A-6A u -8, dos ventanas a cada lado de la cabina. Base para construir el modelo 65.
Sabreliner 40A (NA-265-40A o NA-285)
Model 40 con alas del modelo 75, sistemas mejorados y dos motores turbofán General Electric CF700, tres ventanas a cada lado de la cabina.
Sabreliner 50 (NA-265-50 o NA-287)
Modelo construido en 1964 como Series 60 con motores JT12A y un radar experimental en el morro que modificaba la forma del radomo, dándole una forma particular al mismo.
Sabreliner 60 (NA-265-60 o NA-306)
Modelo alargado del 40 para 12 pasajeros, propulsado por dos Pratt and Whitney JT12A-8, cinco ventanas a cada lado de la cabina, 130 construidos.
Sabreliner 60A
Series 60 con mejoras aerodinámicas.
Sabreliner 65 (NA-265-65 o NA-465)
Basado en la Series 60, propulsado por motores Garrett AiResearch TFE731-3R-1D y ala supercrítica Mark V, 76 construidos.
Sabreliner 75 (NA-265-70 o NA-370)
Series 60A con el techo de la cabina más elevado y dos motores JT12A-8; 9 construidos.
Sabreliner 75A/80 (NA-265-80 o NA-380)
Sabreliner 75 con mejoras aerodinámicas y en sus sistemas, propulsado por dos motores turbofán General Electric CF700, 66 construidos.
Sabreliner 80A
Series 80 con ala supercrítica Mark V.
Sabreliner 90
Series 80 sin el ala supercrítica Mark V, propulsada por dos motores compactos Pratt and Withney JT9D-3A.

### Militares

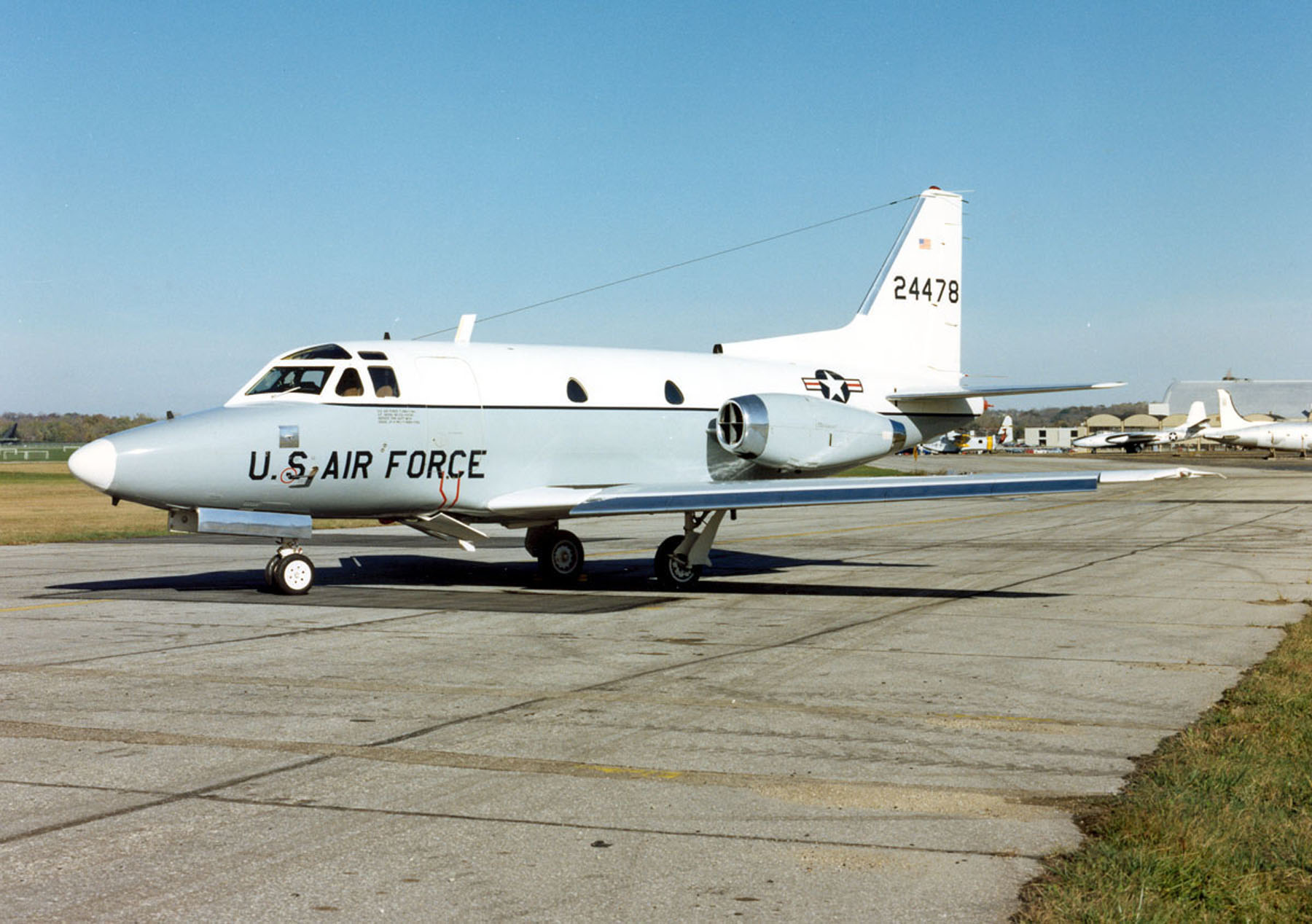
T-39A de la USAF.

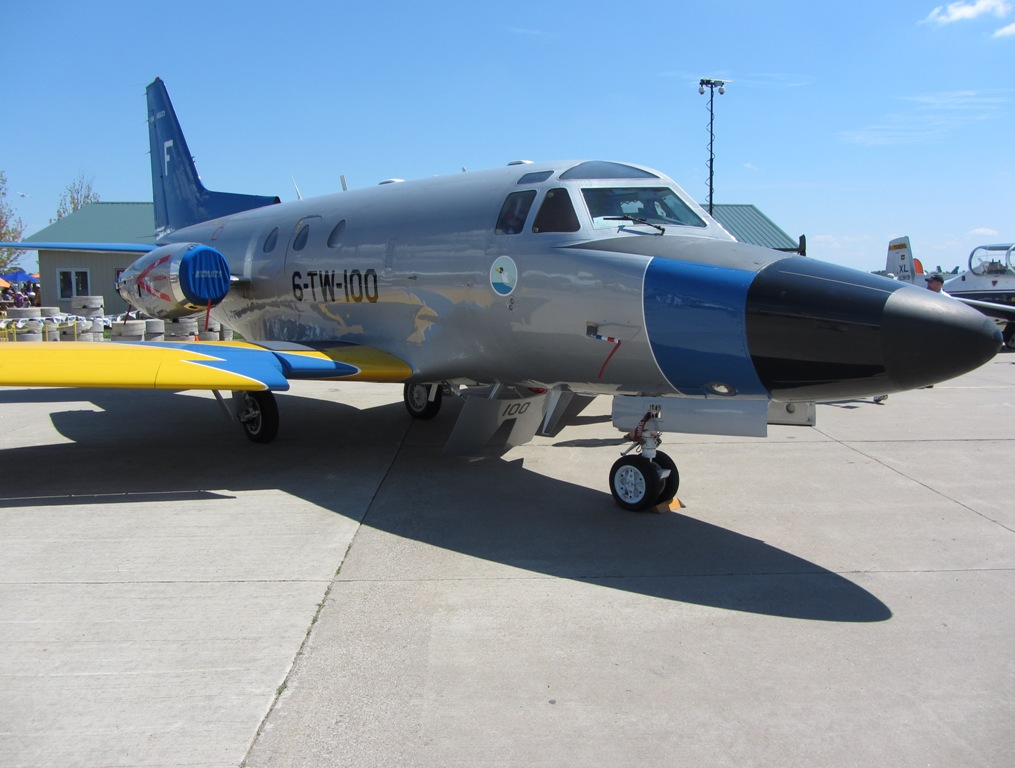
Un T-39N de la Armada estadounidense con los colores conmemorativos del Centenario de la Aviación Naval en 2011.

T-39A (NA-265)
Versión inicial producida para la Fuerza Aérea de los Estados Unidos, basado en el prototipo Sabreliner, pero con morro más largo y equipamiento militar. Entrenador para pilotos, equipado con dos motores Pratt & Whitney J60-P3, 143 construidos.
CT-39A
T-39A modificado para carga y transporte de personal, propulsado por dos motores Pratt & Whitney J60-P-3/-3A.
NT-39A
T-39A modificado para realizar pruebas de sistemas eléctricos.
T-39B (NA-270 o NA-265-20)
Entrenador de sistemas de radar, equipado con radar Doppler, 6 construidos.
T-39C
Planeado como entrenador en contramedidas electrónicas y bombardeo estratégico, no construido.
T-39D (NA-265-20 o NA-277)
Entrenador de sistemas de radar para la Armada de los Estados Unidos, equipado con radar AN/APQ-94 para entrenamiento de personal de control de interceptación y radar AN/APQ-126 para entrenamiento de bombarderos y navegantes (denominado T3J-1 antes de la redesignación de 1962), 42 construidos.
CT-39E
Avión carguero y de transporte de la Armada de Estados Unidos, con motores JT12A-8, designado inicialmente VT-39E.
T-39F
Entrenador de tripulaciones de guerra electrónica, basado en el T-39A Fuerza Aérea de los Estados Unidos, para entrenar tripulaciones del F-105G "Wild Weasel".
CT-39G
Avión de carga y transporte de la Armada de Estados Unidos, basado en el modelo de fuselaje alargado Sabreliner 60 con motores JT12A-8 con sistema de reversa, 13 construidos.
T-39G
CT-39G modificado para el programa de Entrenamiento de Oficial de Vuelo no Graduado.
T-39N
Entrenador de la Armada estadounidense para el programa de Entrenamiento de Oficial de Vuelo no Graduado.
T3J
Designación original de la Armada de Estados Unidos, cambiada a T-39D en 1962.

## Operadores
Argentina

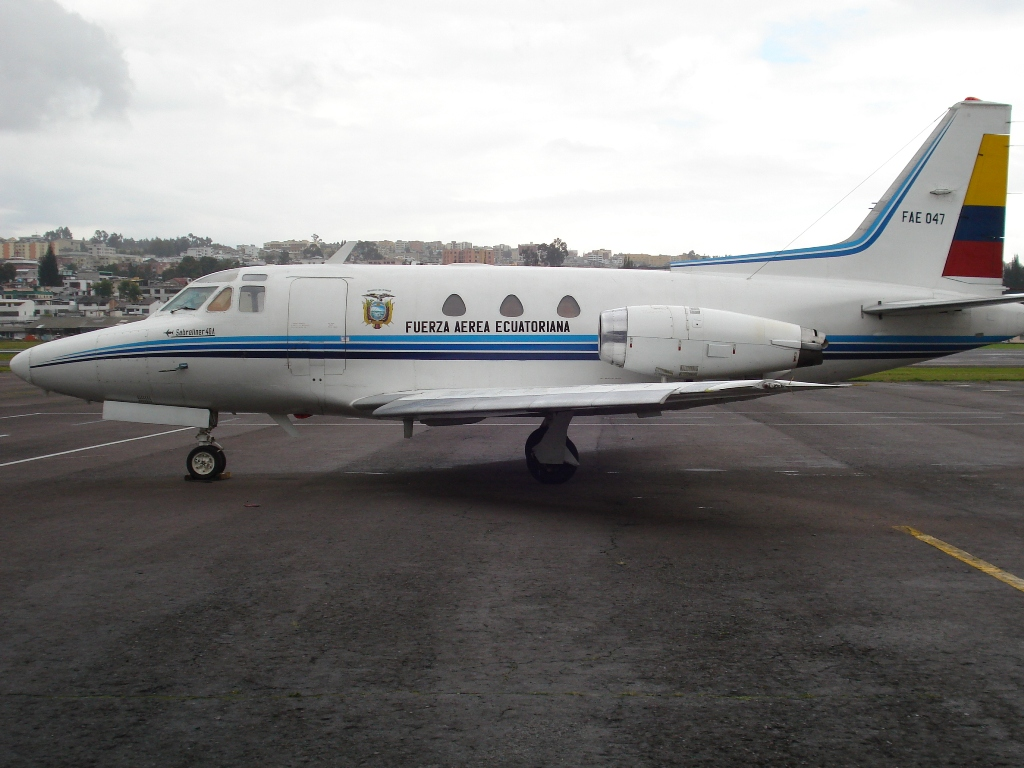
NA-265-40 Sabreliner Series 40 de la Fuerza Aérea Ecuatoriana.

- Ejército Argentino: un Series 75A.

 Bolivia
- Fuerza Aérea Boliviana: un Series 65 (FAB-005), usado como transporte presidencial.

 Ecuador
- Fuerza Aérea Ecuatoriana

 Estados Unidos
- Fuerza Aérea de los Estados Unidos: 149 ejemplares con varias designaciones del T-39.
- Armada de los Estados Unidos: 51 ejemplares con varias designaciones del T-39.
- National Test Pilot School
- BAE Systems Inc.: T-39A.
- Administración Federal de Aviación: Series 80.
- Patriots Jet Team: Series 60/60SC usados para el Entrenamiento de Prevención y Recuperación de Situaciones Anómalas.

 México
- Fuerza Aérea Mexicana
- Armada de México

 Suecia
- Fuerza Aérea Sueca: un Series 65, designación local Tp 86.

## Accidentes
- El 24 de enero de 1964, un T-39 de la Fuerza Aérea de los Estados Unidos, volando en una misión de entrenamiento, cruzó el espacio aéreo de Alemania del Este y fue derribado por un MiG-19 soviético, muriendo sus tres tripulantes.
- El 3 de junio de 1988, un NA-265-40A de la Fuerza Aérea Ecuatoriana se estrelló en Quito, muriendo los 11 ocupantes, entre ellos el Comandante General de la Fuerza Aérea Ecuatoriana y un oficial de alto rango de la Fuerza Aérea Israelí.[15]
- En mayo del 2002, dos T-39 del Escuadrón de Entrenamiento VT-86 en Pensacola, Florida, colisionaron en medio del aire, a 40 millas del Golfo de México, muriendo las 7 personas a bordo.[16]
- El 5 de julio de 2007, un bimotor de carga Sabreliner, perteneciente a la Armada de México, no pudo despegar del Aeropuerto Internacional Federal de Culiacán, Sinaloa, México, debido a una pérdida de control como consecuencia de un pinchazo en un neumático, que lo llevó a salirse de la pista y dirigirse hacia una carretera. Tres personas a bordo del avión y seis en tierra murieron, y cinco más fueron hospitalizados.[17]

## Especificaciones (T3J-1/T-39D)
Referencia datos: T-39 Sabreliner on Boeing History site

### Características generales
- Tripulación: Cuatro-cinco
- Longitud: 13,41 m
- Envergadura: 13,56 m
- Altura: 4,88 m
- Superficie alar: 31,79 m²
- Peso vacío: 4199 kg
- Peso máximo al despegue: 8056 kg
- Planta motriz: 2× turborreactor Pratt & Whitney J60-P-3.
  - Empuje normal: 13,3 kN (3000 lbf) de empuje cada uno.

### Rendimiento
- Velocidad máxima operativa (Vno): 885 km/h
- Velocidad crucero (Vc): 800 km/h
- Alcance: 4020 km
- Techo de vuelo: >12 200 m (>40 000 pies)
- Empuje/peso: 0,338

### Aeronaves similares
- British Aerospace 125
- Raytheon T-1 Jayhawk

### Secuencias de designación
- Secuencia NA-_ (interna de North American): ← NA-243 - NA-244 - NA-245 - NA-246 - NA-247 - NA-248 - NA-249 -- NA-262 - NA-263 - NA-264 - NA-265 - NA-266 - NA-267 - NA-268 - NA-269 - NA-270 - NA-271 - NA-272 - NA-273 - NA-274 - NA-275 - NA-276 - NA-277 - NA-278 - NA-279 - NA-280 - NA-281 - NA-282 - NA-283 - NA-284 - NA-285 - NA-286 - NA-287 - NA-288 - NA-289 - NA-290 - NA-291 - NA-292 - NA-293 - NA-294 - NA-295 - NA-296 - NA-297 - NA-298 - NA-299 - NA-300 -- NA-303 - NA-304 - NA-305 - NA-306 - NA-307 - NA-308 - NA-309 - NA-310 - NA-311 -- NA-317 - NA-318 - NA-319 - NA-320 - NA-321 - NA-322 - NA-323 - NA-324 - NA-325 - NA-326 - NA-327 - NA-328 - NA-329 - NA-330 -- NA-333 - NA-334 - NA-335 - NA-336 - NA-337 - NA-338 - NA-339 - NA-340 - NA-341 - NA-342 - NA-343 - NA-344 - NA-345 - NA-346 - NA-347 - NA-348 -- NA-366 - NA-367 - NA-368 - NA-369 - NA-370 - NA-371 - NA-372 - NA-373 - NA-374 - NA-375 - NA-376 - NA-377 - NA-378 - NA-379 - NA-380 - NA-381 - NA-382 - NA-383 - NA-384 - NA-385 - NA-386 - NA-387 - NA-388 - NA-389 - NA-390 - NA-391 - NA-392 - NA-393 - NA-394 - NA-395 -- NA-399 - NA-400 - NA-401 - NA-402 - NA-403 - NA-404 - NA-405 - NA-406 →
- Secuencia T-_ (Entrenadores estadounidenses, 1948-presente): ← T-36 - T-37 - T-38 - T-39 - T-40 - T-41 - T-42 →
- Secuencia T_J (Entrenadores de la Armada estadounidense, 1946-62 (North American, 1937-1962)): TJ - T2J - T3J
- Secuencia Alfanumérica de la Fuerza Aérea Sueca, 1940-presente: ←  Tp 83 - Tp 84 - Tp 85 - Tp 86 - Tp 87 - Tp 88 - Tp 89 →

### Listas relacionadas
- Anexo:Aeronaves de la Fuerza Aérea de los Estados Unidos (históricas y actuales)
- Anexo:Aeronaves militares de los Estados Unidos (navales)